# Steven Van Zandt
Steven Van Zandt (Winthrop, Massachusetts, 22 de noviembre de 1950) es un músico, arreglista, productor musical, actor y pinchadiscos de radio estadounidense, también conocido como Little Steven o Miami Steve. Musicalmente, es conocido internacionalmente por ser el guitarrista de la E Street Band, la banda que acompaña a Bruce Springsteen, a la que perteneció desde 1975 (con Born to Run) hasta 1984, año en que decidió separarse y comenzar su carrera como solista con su banda Little Steven and The Disciples of Soul, aunque luego regresó al grupo en 1995. 
Como actor trabajó en la mítica serie de televisión Los Soprano interpretando al consigliere Silvio Dante, brazo derecho de Tony Soprano; y desde 2012 protagoniza la serie noruego-americana Lilyhammer. Es también productor y director desde 2002 del programa de radio Little Steven's Underground Garage.
En el 2014, fue incluido en el Salón de la Fama del Rock and Roll como miembro de la E Street Band.
Con The Disciples of Soul publicó el disco Soulfire en 2017 y posteriormente Summer of Sorcery en 2019.
En 2020 publicó Rock N Roll Rebel: The Early Work, recopilatorio que incluía sus 5 primeros discos de estudio, junto con bonus tracks, tomas descartadas de estudio, caras B, remixes y versiones en vivo, muchas de las cuales no se habían publicado anteriormente.

## Biografía
Steven Van Zandt fue registrado con el nombre de Steven Lento tras su nacimiento en Winthrop, Massachusetts, y es descendiente de italianos del sur del país. Su madre, Mary Lento, volvió a casarse cuando Steven era un niño y tomó el apellido de su padrastro, William Van Zandt. La familia se trasladó de Massachusetts al municipio de Middletown (Nueva Jersey, lugar de origen de Bruce Springsteen) cuando contaba con siete años de edad. El también actor y productor Billy Van Zandt es su hermano.
Su amor por la música comenzó de muy joven, cuando aprendió a tocar la guitarra, y durante 1960 formó parte de su primera banda. 

### Carrera profesional

#### Miembro musical
Van Zandt creció en la escena musical de Jersey y fue uno de los primeros amigos del que sería su compañero en E Street Band, Bruce Springsteen. A comienzos de los años setenta comenzó a tocar la guitarra realizando algunas actuaciones con The Dovells, fundó la banda Southside Johnny and the Asbury Jukes y varias de las primeras bandas de Bruce Springsteen.
En 1975, durante las sesiones de grabación de Born to Run, Springsteen —en un momento de falta de ideas sobre como realizar los arreglos de la parte de trompa de "Tenth Avenue Freeze-Out", según la biografía de Springsteen escrita por Dave Marsh— llamó a Van Zandt para que aportase sus conocimientos de música soul en los arreglos. En el documental Wings for Wheels, Springsteen reveló que Van Zandt era en parte responsable de la parte de guitarra en "Born to Run". Antes de eso solo Van Zandt solo había colaborado con material para la banda pero finalmente terminó entrando en la E Street Band en la mitad de la gira de Born to Run.
En aquellos años, Van Zandt tuvo un importante papel como guitarrista principal de la banda en concierto, como en la actuación de 1975 que sirvió para el DVD que se lanzó junto a Born to Run 30th Anniversary Edition (más tarde lanzado en formato CD como Hammersmith Odeon London '75). En 1984, ya cuando Bruce Springsteen y the E Street Band habían alcanzado la fama, Van Zandt se fue. 

#### Compositor, arreglista, productor
Posteriormente Van Zandt se convirtió en el compositor y productor de sus compañeros de Nueva Jersey Southside Johnny and the Asbury Jukes a mediados-finales de los años 1970, escribiendo la canción insignia de la banda, "I Don't Wanna Go Home", coescribiendo otras canciones para ellos con Springsteen y produciendo su álbum más exitoso, Hearts of Stone. Como tal, Van Zandt se convirtió en uno de los más importantes contribuyentes de la conformación del sonido de la costa de Jersey. Van Zandt produjo álbumes clásicos de Springsteen como Darkness on the Edge of Town, The River y Born in the U.S.A.. 
También produjo álbumes para Iron City Houserockers con Have A Good Time (But Get Out Alive) y Lone Justice, en su segundo álbum de estudio, Shelter, que no obtuvo el éxito esperado y significó el final de la banda de cowpunk angelina. En 1994 produjo el álbum homónimo de la banda de punk rock Demolition 23, que incluía exmiembros de Hanoi Rocks, y coescribió seis canciones del álbum junto a Michael Monroe y Sami Yaffa.
En 1995 Van Zandt fue el guitarrista en la canción de Meat Loaf "Amnesty Is Granted", correspondiente a su álbum Welcome to the Neighborhood. En 2004 compuso la canción "Baby Please Don't Go" para el álbum homónimo de Nancy Sinatra.

#### Carrera en solitario
Van Zandt abandonó de manera oficial la E Street Band en 1984 y desde entonces se ha involucrado en diversos proyectos en solitario y otras colaboraciones, pasando de la música soul al hard rock o la música del mundo. Lanzó cuatro álbumes de estudio durante los años 1980 y uno en 1999, la mayoría como líder de su grupo Little Steven and the Disciples of Soul. El primero de ellos fue Men Without Women, lanzado en 1982, y logró un relativo éxito de crítica. Su segundo álbum, Voice of America, fue lanzado en 1984 y fue el que mejores resultados logró en las listas estadounidenses, aunque no obtuvo éxito comercial. Con el lanzamiento de este álbum, la música de Van Zandt se centró más en temas políticos, especialmente en oposición a la política exterior estadounidense del presidente Ronald Reagan.
En 1985 continuó involucrándose en la lucha contra los problemas del momento y creó el proyecto musical Artists United Against Apartheid, que se mostraba contrario al complejo Sun City de Sudáfrica. Cuarenta y nueve artistas, entre ellos Springsteen, U2, Bob Dylan, Joey Ramone, Pete Townshend o Run DMC, colaboraron en una canción titulada "Sun City", en la que se comprometían a no tocar jamás en el resort sudafricano. Dos años más tarde, en 1987, Vand Zandt lanzó Freedom - No Compromise, su tercer álbum con Disciples of Soul, que se mantuvo en su línea política. En 1989 lanzó su último álbum con su banda, Revolution. Diez años después, en 1999, Van Zandt grabó un nuevo álbum, Nobody Loves and Leaves Alive con su banda de garage rock The Lost Boys. Pese a que el álbum aún permanece sin lanzarse, tres de sus canciones aparecieron en la serie de televisión Los Soprano: "Nobody Love and Leaves Alive", "Affection" y "Come for Me".
En 2021 anuncia la publicación de sus memorias con el título "Unrequited Infatutations" en la editorial Hachette.

## Discografía
- Little Steven
  - Men Without Women (1982)   US #118
  - Voice of America (1984)   US # 55
  - Freedom - No Compromise (1987)   US #80
  - Revolution (1989)
  - Born Again Savage (1999)
  - Greatest Hits (1999)
  - Soulfire (2017)
  - Summer of Sorcery (2019)

- Bruce Springsteen
  - Greetings From Asbury Park, N.J. (1973) - efectos de sonido
  - Born to Run (1975)
  - Darkness on the Edge of Town (1978)
  - The River (1980)
  - Born in the U.S.A. (1984)
  - Live/1975-85 (1986)
  - Greatest Hits (1995)
  - Blood Brothers (1996)
  - Tracks (1998)
  - 18 Tracks (1999)
  - Live in New York City (2001)
  - The Rising (2002)
  - The Essential Bruce Springsteen (2003)
  - Hammersmith Odeon London '75 (2006)
  - Magic (2007)
  - Magic Tour Highlights (2008)
  - Working on a Dream (2009)
  - The Promise (2010)
  - Wrecking Ball (2012)
  - High Hopes (álbum) (2014)
  - Letter to You (2020)

- Southside Johnny & The Asbury Jukes
  - I Don't Want To Go Home (1976)
  - Live At The Bottom Line (1976)
  - This Time It's for Real (1977)
  - Hearts of Stone (1978)
  - Havin' a Party (1979)
  - Better Days (1991)
  - Jukebox (2007)

- Ronnie Spector & The E Street Band
  - "Say Goodbye To Hollywood" / "Baby Please Don't Go" (1977)

- Gary U.S. Bonds
  - Dedication (1981)
  - On the Line (1982)
  - Standing In the Line of Fire (1984)

- Artists United Against Apartheid
  - Sun City (1985)

- Iron City Houserockers
  - Have a Good Time but Get out Alive! (1980)

- Meat Loaf
  - Welcome to the Neighborhood (1995)
- Iron City Houserockers
  - Have a Good Time But Get Out Alive! (1980)
- Jimmy Barnes
  - For The Working Class Man (1985)

## Filmografía
- Los Soprano como Silvio Dante (1999–2007)
- Lilyhammer como Frank Tagliano (2012–2014)
- The Christmas Chronicles como Wolfie (2018)
- El Irlandés como Jerry Vale (2019)